# Hayward Gallery
La Hayward Gallery est une galerie d'art de Londres, au Royaume-Uni. Elle a ouvert le 9 juillet 1968.

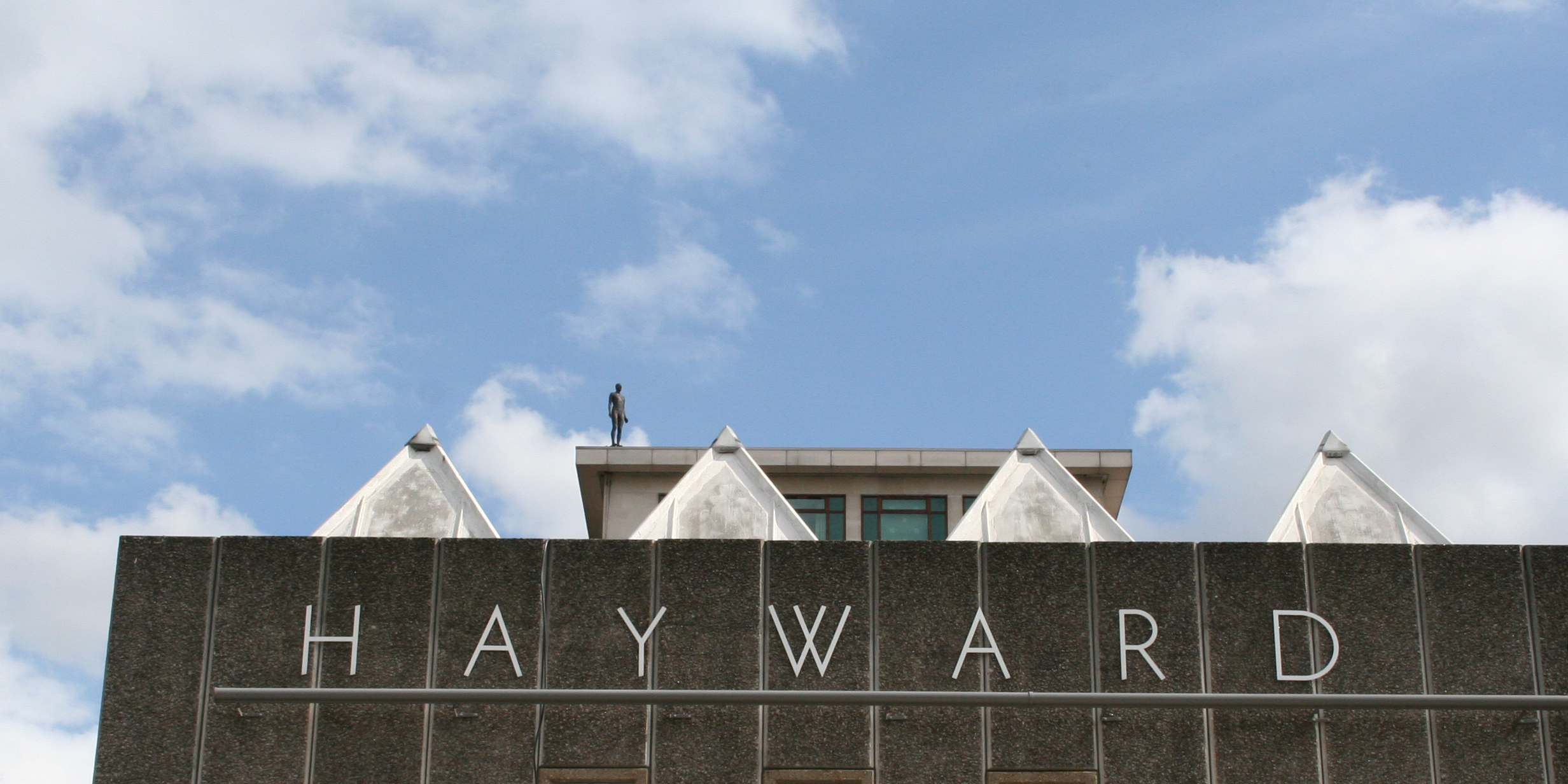
Vue de la Hayward Gallery montrant, sur un toit, une sculpture d'Antony Gormley.